# Eremitalpa granti
Eremitalpa granti là một loài động vật có vú trong họ Chrysochloridae, bộ Afrosoricida. Loài này được Broom mô tả năm 1907.
Loài này có bộ lông dài mượt, có màu xám trên đàn con và màu cát trên những con già hơn. Với chiều dài từ 7,5 đến 9 cm và trọng lượng từ 15 đến 25 g.

## Phân bố địa lý và môi trường sống
Loài này sinh sống ở bờ biển phía tây Nam Phi và phía tây nam Namibia. Môi trường sống tự nhiên của chúng là các khu vực khô hạn, hầu hết là sa mạc cát. 